# Medi Sadoun

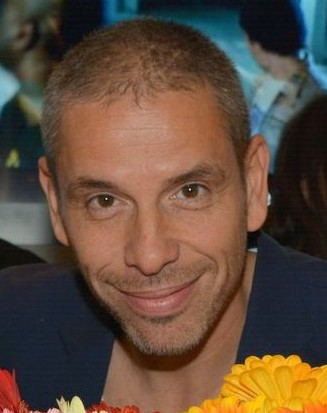

Medi Sadoun, nacido el 8 de julio de 1973 en París, es un actor francés.

## Biografía
Nacido de madre italiana y de padre argelino, Medi Sadoun se dio a conocer en 2009 encarnando Abdelkrim en la serie Kaïra Shopping junto a Franck Gastambide y Jib Pocthier. Canal+ crea entonces su primera serie web de la que se graban tres temporadas. En septiembre de 2009, la serie se incluye en la Selección oficial del festival de la Rochelle (en la categoría de mejor serie web. Enseguida se envuelve, junto a sus compañeros de serie, en tres campañas publicitarias para la marca Pepsi entre 2009 y 2011, una de ellas con Éric Cantona. En cine, el público lo descubre en Los Kaïra de Franck Gastambide, que, con más de un millón de espectadores, resultó ser la película más rentable del cine francés en 2012. El 23 de febrero de 2013, asiste, con los demás actores de la película Las Kaïra, a la ceremonia de los César, en el que la película recibe el César al mejor sonido. En 2014, participa en Mea Culpa de Fred Cavayé.
Participa también en la comedia Qué se le ha hecho al buen Dios ? en la cual interpreta el rol de un abogado casado con una de las hijas Verneuil (Frédérique Bel) y no muy bien aceptado por los familiares de la joven mujer (Chantal Lauby y Christian Clavier), que no están exentos de prejuicios racistas. 
Esta película fue el mayor éxito de taquilla francés del año 2014 y el sexto en la historia. El 23 de julio de 2014, encarna uno de los papeles principales en la película Las Francis de Fabrice Begotti junto a Lannick Gautry, Alice David, Thierry Neuvic, Jenifer, Jacques Dutronc y Claudia Cardinale. El 25 de septiembre de 2014 en el Coliseo de Chalon-sobre-Saona, es nombrado padrino de la temporada 2014/2015 del equipo de baloncesto de Elan Chalon (Pro A) 
En el año 2014, las películas en las que actúa acumulan más de 13 millones de entradas, lo que le convierte en el 2.º actor clasificado que intervienen en películas de éxito de taquilla francesas. En enero de 2015, Medi Sadoun es nombrado miembro de la ONG Krousar Thmey (Nueva Familia en francés), la primera fundación camboyana de ayuda a la niñez desfavorecida, la 88.º mejor ONG del mundo según el periódico Global. En 2016, obtiene uno de los papeles protagonistas en El Dream Team  junto a Gérard Depardieu y su guapa madre en la película buen dios, Chantal Lauby. También es uno de los embajadores de la Primavera del cine 2016.

## Televisión
- 2005-2006 : Los Lascars (serie de animación - doblaje)
- 2009-2011 : Kaïra Shopping
- 2013 : El Desembarco

## Filmografía

### Actor
- 2010 : Queda del jamón ? de Anne Depetrini
- 2011 : A la fuerza de Frank Henry
- 2011 : Del aceite sobre el fuego de Nicolas Benamou
- 2012 : Los Kaïra de Franck Gastambide
- 2014 : Mea Culpa de Fred Cavayé
- 2014 : Qué se ha hecho al buen Dios ? de Philippe de Chauveron
- 2014 : Los Francis de Fabrice Begotti
- 2016 : La Dream Team de Thomas Sorriaux
- 2016 : Joséphine se redondea de Marilou Berry
- 2016 : Desembarco inmediato de Philippe de Chauveron

### Doblaje
- 2009 : Lucky Luke : Todos al Oeste de Olivier Jean-Marie
- 2009 : Lascars de Albert Pereira-Lazaro y de Emmanuel Klotz
- 2014 : Los Kassos (Serie de animación Canal +) ( la asistente social, M. Patatos, Los Proumpfs )

## Banda sonora
- El Sonido de los Kaïra, escrito y compuesto por Medi Sadoun, arrangements : Bustafunk / G.baste